# Fredrik Schröder
Fredrik G. Schröder var en svensk pastellmålare, verksam under senare hälften av 1700-talet. 
Av Schröder bevarade arbeten märks pastellporträtten över assessor Israel Lannér 1772, löjtnant Olof Gabriel Nordenfeldt och dennes maka Kristina Hedengren 1789 samt major Carl Gustaf Pereswetoff-Morath och han tillskrivs porträttet av kammarherren greve Melker Axel Falkenberg af Bålby. Han är troligen identisk med den Fredrik Schröder som inskrevs vid Konstakademien i Stockholm 1787 och var son till en underofficer vid artilleriet.  